# Muhammad Fazel Lankarani
Il Grande Ayatollah Muḥammad Fāżel Lankarānī (in persiano محمد فاضل لنکرانی‎; Qom, 1931 – Londra, 16 giugno 2007) è stato un religioso iraniano, figlio dell'ultimo Āyatollāh Fāżel Lankarānī e discepolo del Grande Ayatollah Borūjerdī.
La sua famiglia è di etnia azera.

## Formazione
Lankarānī ha cominciato i suoi studi religiosi all'età di 13 anni presso la scuola religiosa di scienze islamiche della Città Santa di Qom.
A soli 19 anni aveva raggiunto il grado di "Kharij", il più elevato tra quelli previsti dalla scuola di Qom, i cui corsi erano tenuti dal Grande Ayatollah Borūjerdī. Continuò a studiare con Borūjerdī per altri 11 anni, ma seguì anche i corsi dell'Imam Rūḥollāh Khomeynī per nove anni oltre che quelli dell'Ayatollah Tabataba'i.
A 25 anni Moḥammad Fāżel Lankarānī conseguì il suo ijtihad (il permesso di interpretare in modo indipendente le fonti legali: Corano e Sunna) e fu formalmente nominato Grande Ayatollah da Borūjerdī.
All'indomani della morte dell'Ayatollah Khomeini era considerato il più dotto specialista di Legge islamica (Marja' al-taqlid) della scuola centrale sciita di studi religiosi di Qom.

## Attività religiose
Lankarānī ha insegnato per gli ultimi 25 anni della sua vita Legge islamica (fiqh) e Usul al-fiqh) nei corsi del livello Kharij della scuola religiosa di Qom. Le sue lezioni erano spesso seguite anche da settecento persone tra religiosi e studenti ed alcune ritrasmesse per radio.
Guidava la preghiera nel Ḥaram di Bibi Masouma di Qom
Era fra i principali sostenitori dell'Ayatollah Khomeini e per questo, prima della Rivoluzione iraniana, fu incarcerato diverse volte ed una volta anche esiliato.
Dopo la rivoluzione divenne membro dell'Assemblea degli esperti, il principale comitato religioso iraniano.
Resāla (L'epistola), il libro che raccoglie le sue opinioni su diversi argomenti alla luce delle leggi islamiche, è disponibile in arabo, inglese, persiano, turco, urdu ed altri lingue.
Fra l'altro Lankarānī crede che le donne non abbiano il diritto di assistere a partite di calcio maschili negli stadi.
Fāżel Lankarānī chiamò i fedeli islamici ad uccidere Salman Rushdie a seguito della fatwā pronunziata dall'Ayatollah Khomeini a seguito della pubblicazione de I versetti satanici nel 1989. Nel 1998 chiese anche al governo iraniano di intervenire per proteggere gli sciiti afghani, minacciati dai talebani.
Nel novembre 2006 Lankarānī pronunziò una fatwā richiedendo la messa a morte di Rafiq Tağı, un giornalista azero, e dell'editore di Tagi, Samir Sādaqatoğlu, accusati di aver insultato l'Islam e Maometto. Gli scritti di Tagi furono bruciati durante successive dimostrazioni davanti all'ambasciata dell'Azerbaigian a Teheran.
Ormai malato, lasciò la città santa di Qom, prima per Tehran, quindi per Londra per ricevere adeguate cure mediche ma le sue condizioni peggiorarono. È morto il 16 giugno 2007 a Londra.

## Fatwa
- Muhammad Fazel Lankarani ha emesso una fatwa contro Rafiq Tağı e Samir Sadagatoglu due giornalisti azeri per aver indirettamente criticato l'Islam.